# Helmut Gertel
Helmut Gertel (* 27. April 1961 in Worms, Rheinland-Pfalz) ist ein ehemaliger deutscher Boxer.
Er ist der jüngere Bruder des Boxers Stefan Gertel.

## Boxkarriere
Die Brüder Gertel begannen bei der TG Worms mit dem Boxsport und wechselten 1984 zu CSC Frankfurt, mit dem sie 1985, 1988 und 1990 Deutscher Mannschaftsmeister wurden. Helmut Gertel bestritt zudem 23 Kämpfe für die Nationalmannschaft und war Teilnehmer der Olympischen Spiele 1984 in Los Angeles, wo er in der Vorrunde des Halbweltergewichts gegen den späteren Olympiasieger Jerry Page ausschied. Bei der Weltmeisterschaft 1986 in Reno unterlag er ebenfalls in der Vorrunde gegen Israjel Hakobkochjan.
Darüber hinaus war er Teilnehmer der Europameisterschaften 1981 in Tampere und 1983 in Warna.